# Peter Welz (Regisseur)
Peter Welz (* 6. November 1963 in Ost-Berlin) ist ein deutscher Schauspieler und Regisseur.

## Leben
Peter Welz kam als Sohn eines Szenenbildners und einer Physiotherapeutin zur Welt. Die Eltern ließen sich 1980 scheiden. Durch seinen Vater kam Welz an eine erste Fernsehrolle in der Serie Dolles Familienalbum. Als Elfjähriger übernahm er 1974 die Hauptrolle in Heiner Carows Scheidungsdrama Ikarus. In einer weiteren Hauptrolle spielte er 1977 in Ralf Kirstens Ich zwing dich zu leben einen nationalsozialistisch indoktrinierten Fünfzehnjährigen, der sich noch kurz vor Ende des Zweiten Weltkriegs zur Waffen-SS melden will und von seinem Vater, dargestellt von Rolf Ludwig, daran gehindert wird. Es folgten weitere Rollen bei Theater- und Filmproduktionen.
Nach seiner Schulzeit studierte er von 1984 bis 1989 Regie an der Hochschule für Film und Fernsehen „Konrad Wolf“ in Babelsberg. Während des Studiums drehte er eine Anzahl von Kurzfilmen, unter anderem 1988 Willkommen in der Kantine nach einem Drehbuch von Frank Castorf. Der Film lief mit großem Erfolg auf dem DDR-Spielfilmfestival in Karl-Marx-Stadt und gewann auf dem Internationalen Festival der Filmhochschulen in München den Alan-Parker-Regiepreis. Zu Unsere Familie! (1989), seinem Abschlussfilm an der HFF, schrieb Leander Haußmann das Drehbuch.
Sein erster Kinofilm als Regisseur, und gleichzeitig eine der letzten DEFA-Produktionen, war der 1990 gedrehte Banale Tage nach einem Drehbuch von Michael Sollorz. Der Film erhielt 1991 den Preis der Interfilmjury beim Max-Ophüls-Festival in Saarbrücken. Sein zweiter Spielfilm Burning Life (1994), ein Gangsterfilm mit Anna Thalbach und Maria Schrader in den Hauptrollen, gewann auf dem Filmfest München den Regie-Förderpreis der Hypo-Bank und wurde 1995 für den Bundesfilmpreis nominiert.
Für seine Fernseharbeit Viel Spaß mit meiner Frau erhielt Welz 1997 den Sächsischen und den Bayerischen Fernsehpreis und 1998 den Adolf-Grimme-Preis. Seit Ende der 1990er Jahre arbeitet er überwiegend für deutsche Fernsehserien.
Peter Welz lebt in Berlin. Er ist Vater von zwei Kindern.

## Filmografie
als Darsteller
- 1975: Ikarus (Regie: Heiner Carow)
- 1976: Der Staatsanwalt hat das Wort: Felix kauft ein Pferd (TV; Regie: Vera Loebner)
- 1978: Ich zwing dich zu leben (Regie: Ralf Kirsten)
- 1981: Pugowitza (Regie: Jürgen Brauer)
- 1981: Familie Rechlin (TV; Regie: Vera Loebner)
- 1981: Der Staatsanwalt hat das Wort: Abseits (TV; Regie: Bodo Fürneisen)[4]
- 1983: Robert in Berlin (TV; Regie: Bodo Fürneisen)
- 1985: Meine Frau Inge und meine Frau Schmidt (Regie: Roland Oehme)
- 1990: Biologie!  (Regie: Jörg Foth)

als Regisseur
- 1988: Willkommen in der Kantine (Kurzfilm, HFF)
- 1989: Unsere Familie! (Diplomfilm, HFF)
- 1992: Banale Tage
- 1992: Babysitter (TV)
- 1992: Videokids (TV)
- 1993: Der kleine und der alte Mann (TV)
- 1994: Burning Life
- 1995: Stockinger (TV-Serie)
- 1996: Viel Spaß mit meiner Frau (TV)
- 1996: Mit 26 PS auf der Route 66 (TV)
- 1997: Medicopter 117 – Jedes Leben zählt (TV-Serie)
- 1998: Hardcore (Kurzfilm, HFF)
- 1999: Im Visier der Zielfahnder: Unser täglich Brot (TV; Pilotfilm)
- 1999: Die letzte Fiesta (TV)
- 2000: Die Straßen von Berlin: Abraxox (TV)
- 2001: Ein starkes Team – Kleine Fische, große Fische (TV)
- 2001: SK Kölsch (TV-Serie)
- 2002: Der Fluch des schwarzen Schwans (Kinderfilm, TV)
- 2004: Fiesta der Leidenschaft (TV)
- 2006: Pastewka (Comedy-Serie)
- 2007: Notruf Hafenkante (TV-Serie)
- 2009: Heimatgeschichten (TV-Serie)